# Neolimonia rara
Neolimonia rara là một loài ruồi trong họ Limoniidae. Chúng phân bố ở miền Tân bắc.